# 赖尔
赖尔是德国莱茵兰-普法尔茨州的一个市镇。总面积12.13平方公里，总人口1041人，其中男性508人，女性533人（2011年12月31日），人口密度86人/平方公里。